# Адміністративний устрій Царичанського району
В адміністративно-територіальному плані Царичанський район Дніпропетровської області поділяється на одну селищну раду та дванадцять сільських рад, які об'єднують 49 населених пунктів та підпорядковані Царичанській районній раді. Адміністративний центр — смт Царичанка.

## Список громад Царичанського району
- Китайгородська сільська громада
- Ляшківська сільська громада
- Могилівська сільська громада
- Царичанська селищна громада

## Список сільських рад Царичанського району
| № | Назва                        | Центр          | Населені пункти                                                                                            | Площа км² | Населення (2001), чол. | Населення (2013), чол. | Розташування |
| - | ---------------------------- | -------------- | --- | --------- | ---------------------- | ---------------------- | ------------ |
| 1 | Новопідкрязька сільська рада | c. Новопідкряж | c. Новопідкряж с. Супина                                                                                   | 55,0348   | 1 246                  | 1 109                  |              |
| 2 | Цибульківська сільська рада  | c. Цибульківка | c. Цибульківка с. Єгорине с. Зубківка с. Катеринівка с-ще Молодіжне с. Новоселівка с. Плавещина с. Салівка | 69,416    | 1 828                  | 1 633                  |              |